# ديزة ثلاثية الفلقات
ديزة ثلاثية الفلقات (الاسم العلمي:Disa triloba) هي نوع من النباتات تتبع جنس الديزة من الفصيلة السحلبية.